# Coca-Cola Coliseum
El Coca-Cola Coliseum es una arena de deporte y entretenimiento, ubicada en Toronto, Ontario Canadá. Dependiendo del evento la arena se expande en espectadores de 7.000 a 10.000 personas. La arena recibe eventos de Conciertos, Hockey y lucha libre profesional.

## Historia
El 1 de enero de 1920, la ciudad de Toronto aprobó la construcción de un estadio por la Royal Agricultural Fair Association, con un coste de 1 millón de dólares canadienses. Su construcción acabó el mismo año, siendo inaugurado a fines de 1920. Fue remodelado en 1963, 1997 y el 2003.
Desde 1922, el Coliseum alberga en noviembre la Royal Agricultural Winter Fair, una feria rural donde se exponen 6.000 animales y que tiene 300.000 visitas a lo largo de dos semanas.
En 1974, el Coliseum fue anfitrión del Toronto-Buffalo Royals, el cual era una nueva temporada del World TeamTennis de ese año.
Desde 2005, el Coliseum comenzó a recibir los partidos del Toronto Marlies quienes participan en la American Hockey League hasta el presente día.
En 2015, el Ricoh Coliseum recibió los Juegos Panamericanos de ese mismo año. El evento duró del 10 de julio de 2015, y acabó el 26 de julio de 2015, siendo inaugurado por el Gobernador general de Canadá David Johnston.
En 2016, la World Wrestling Entertainment confirmó que realizaría un evento en marzo en el Ricoh Coliseum. El evento WWE Roadblock fue confirmado para ser realizado el 12 de marzo de 2016. El cual será exclusivo del WWE Network.

## Imágenes
Exterior

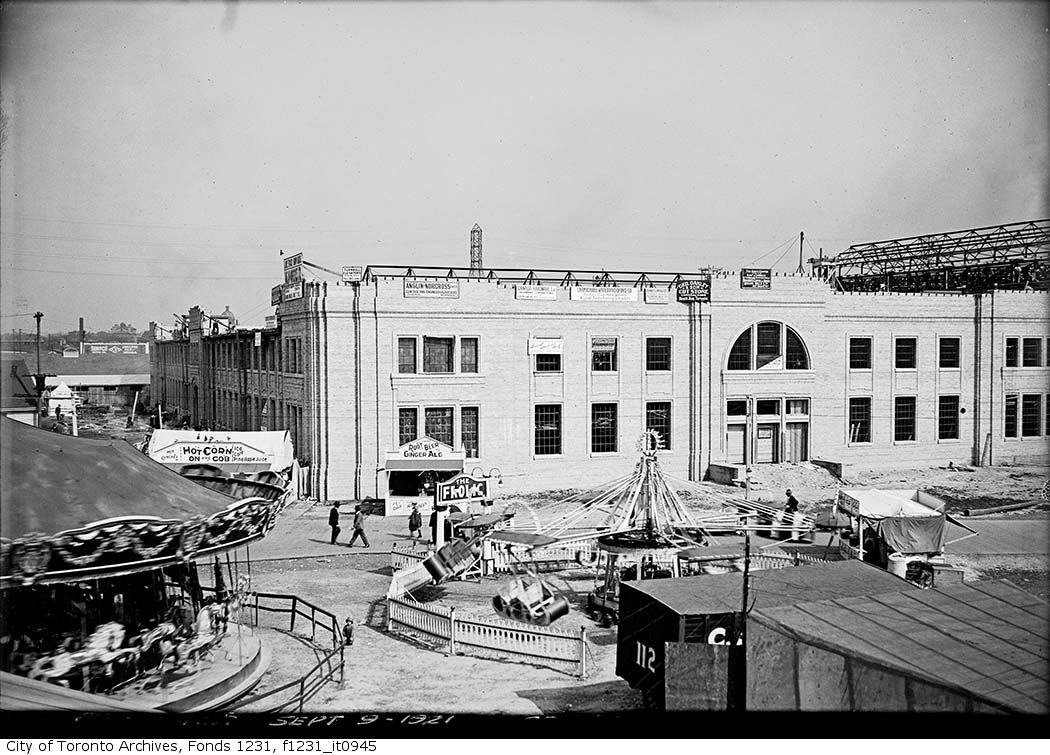
Vista del Coliseo durante su construcción en 1921.
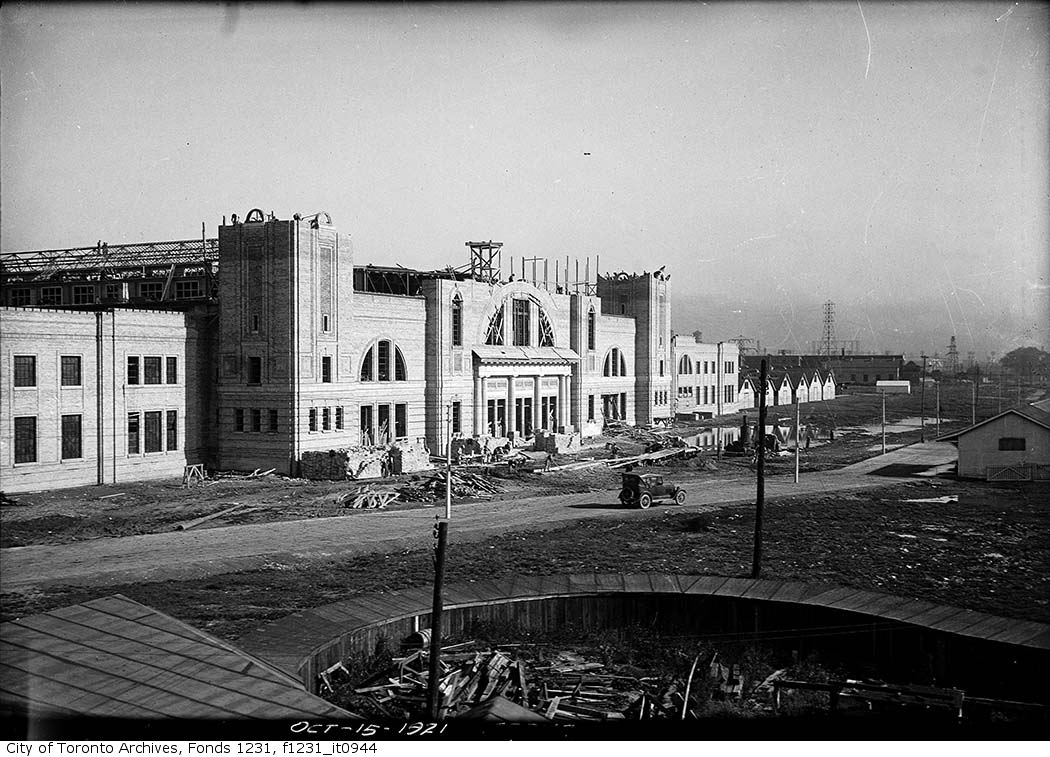
Vista del complejo del Coliseo durante su construcción en 1921.
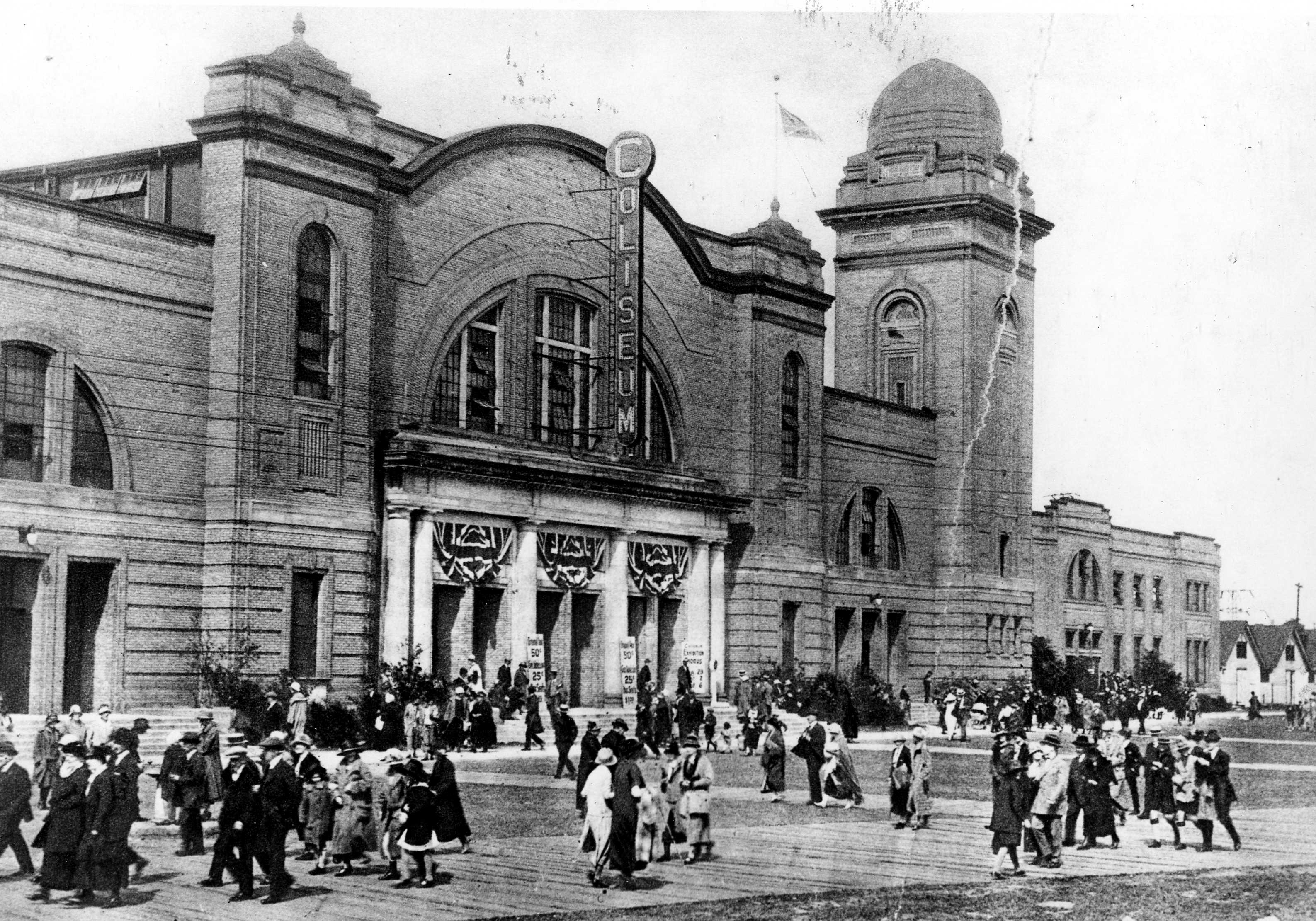
Norte del coliseo desde el exterior en 1922.
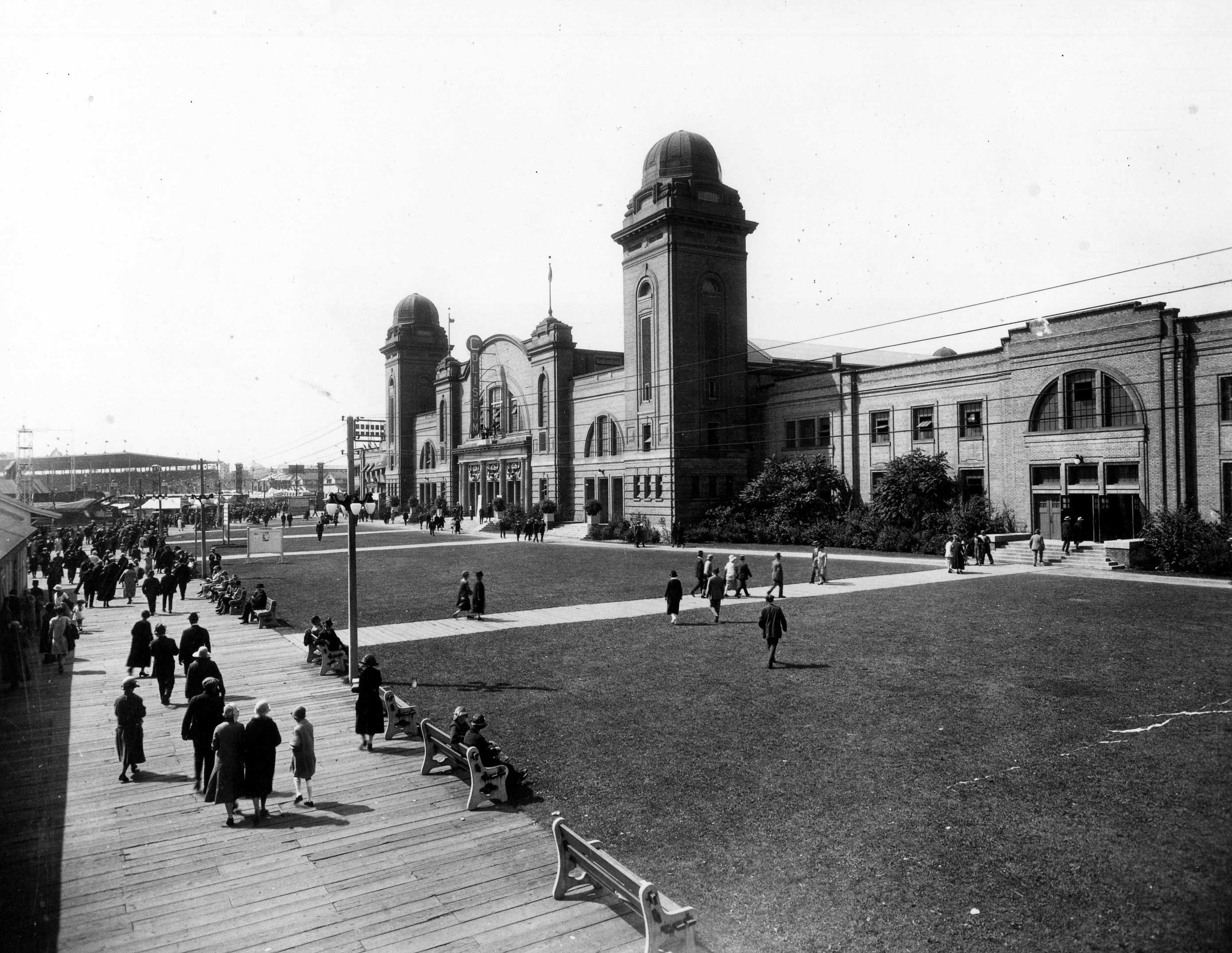
Norte desde el exterior en 1925.
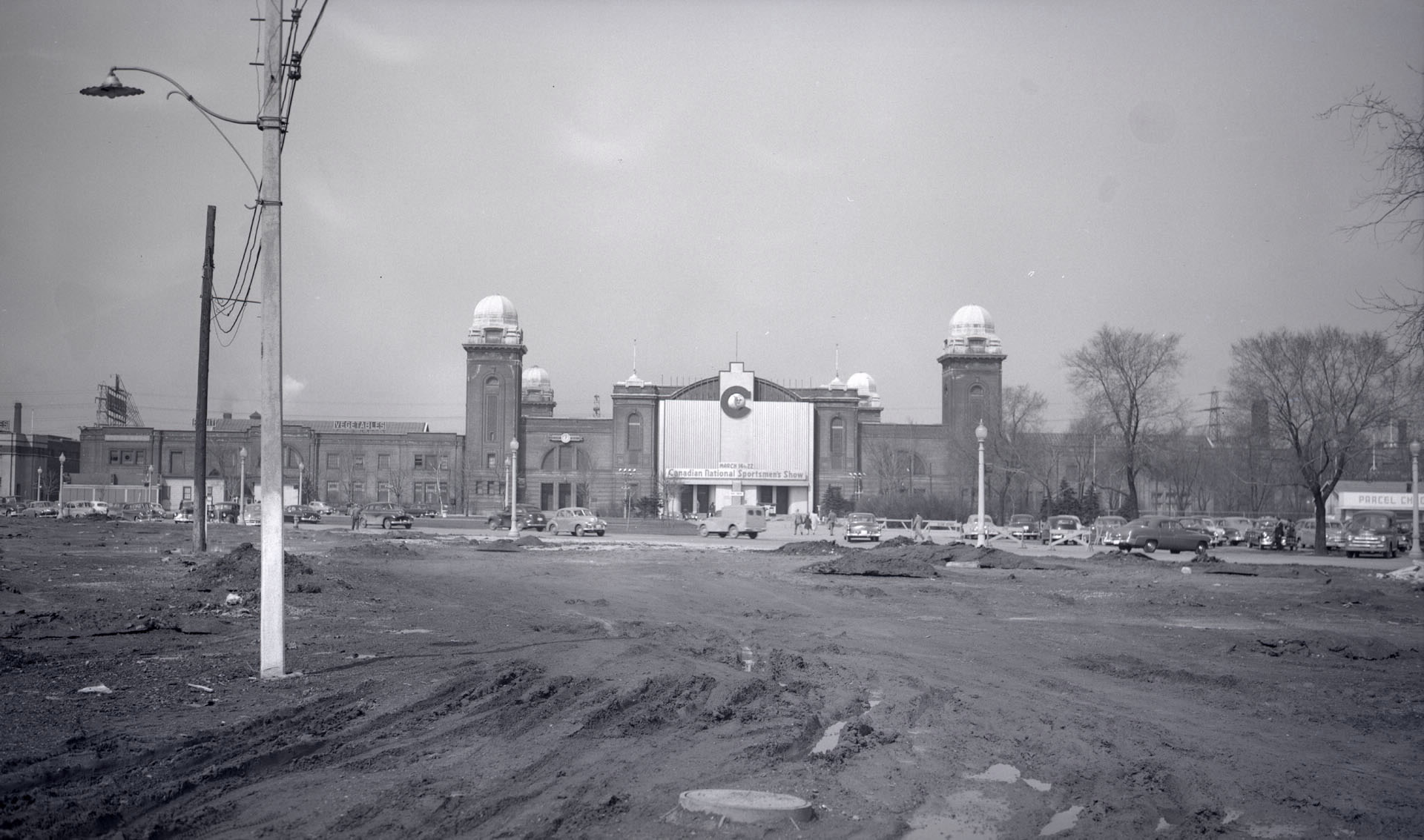
Vista desde el sur del coliseo en 1952.
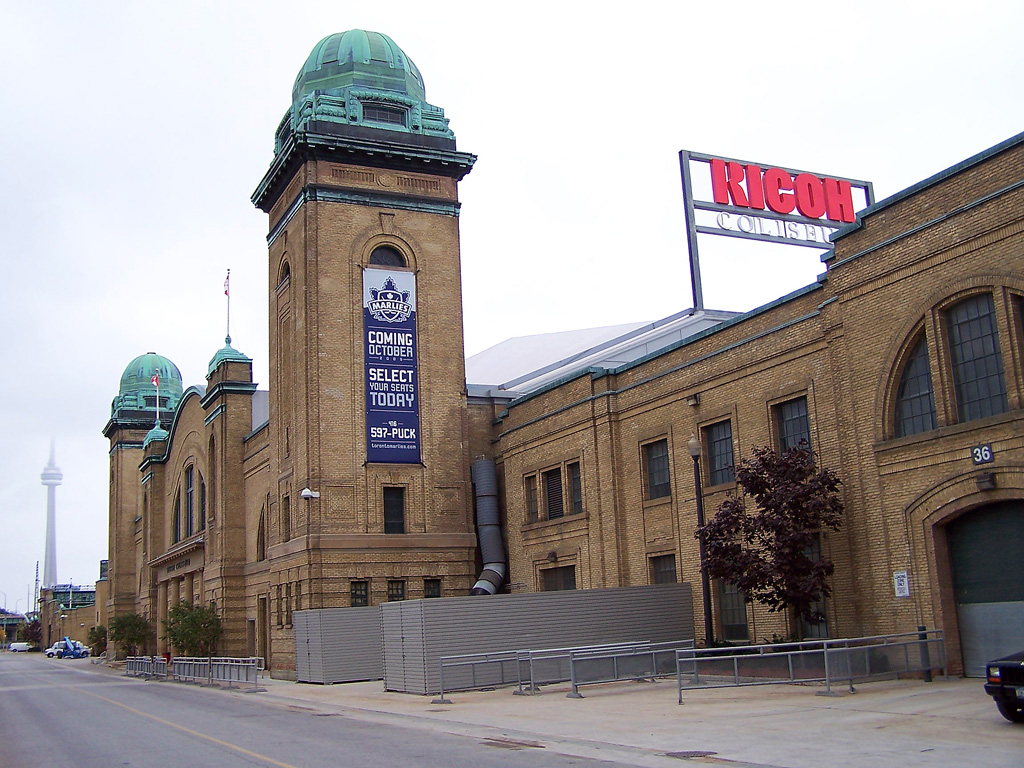
Norte del coliseo desde el exterior luego de su renovación en 2005.

Interior

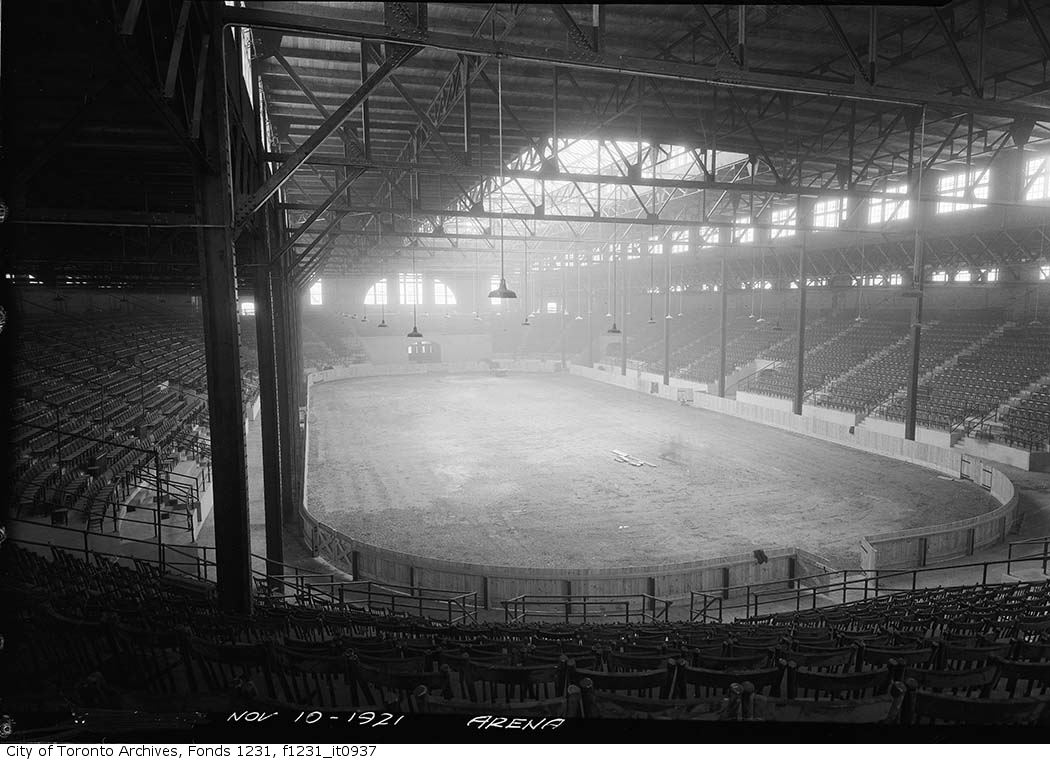
Vista del nuevo Coliseo desde el interior en 1921
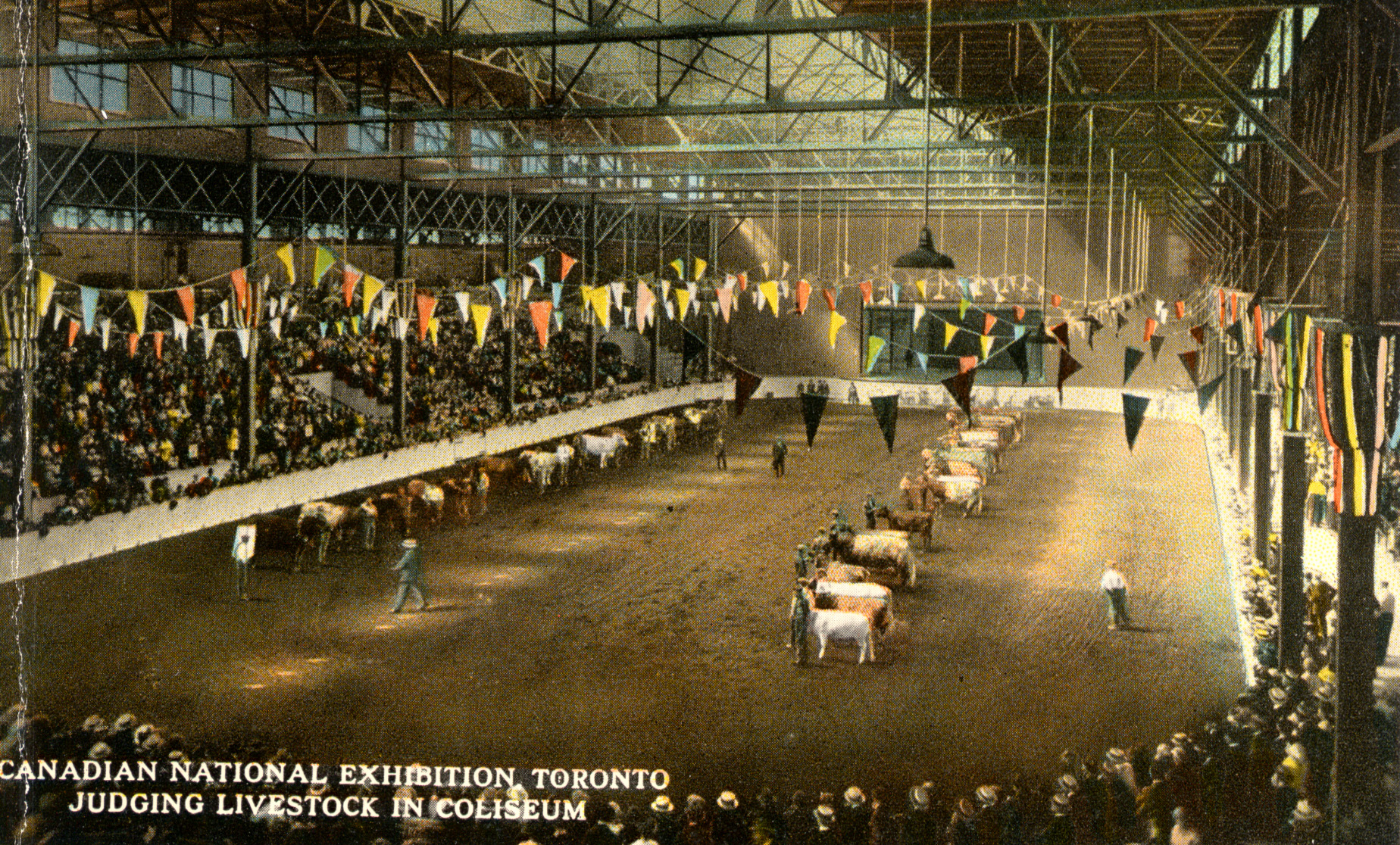
Interior en 1925.
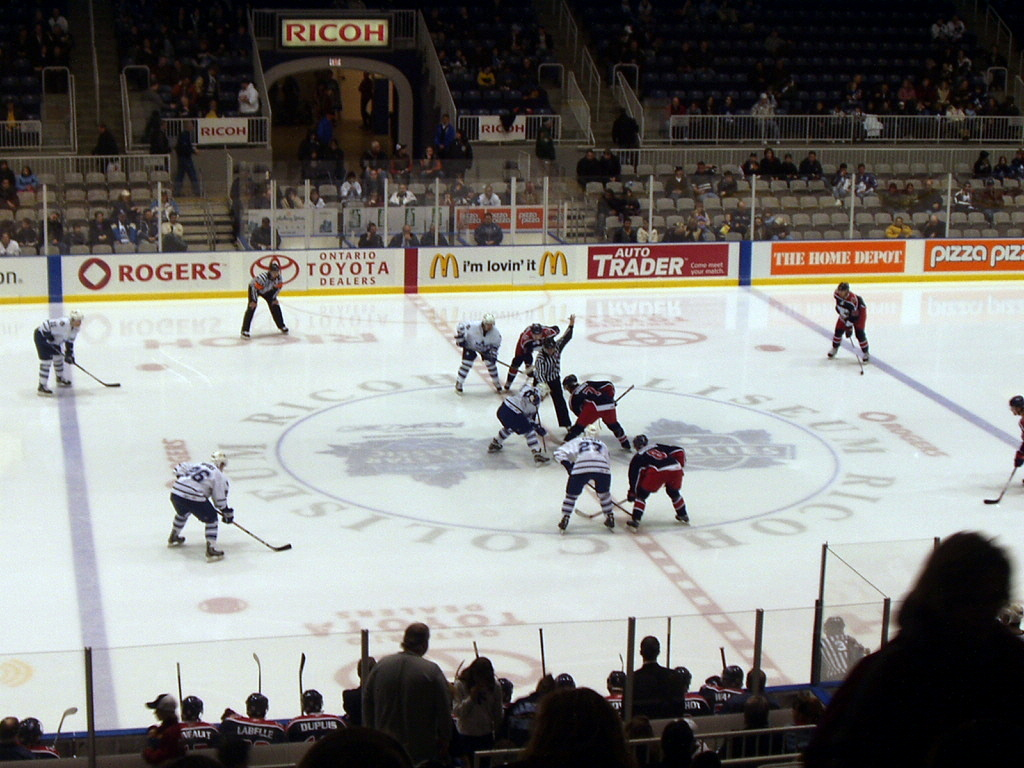
Toronto Marlies ante el Syracuse Crunch.
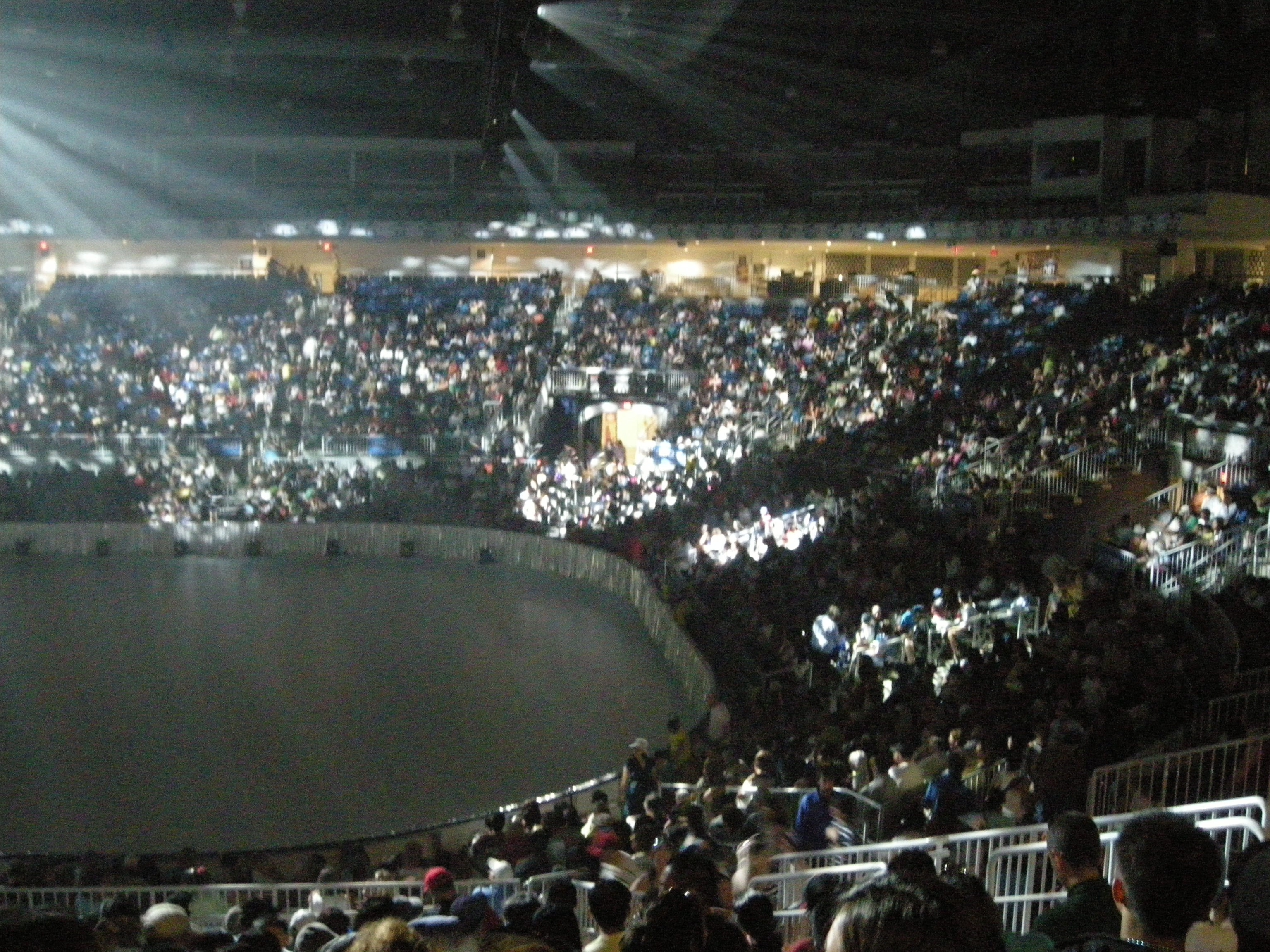
Interior durante un partido de Hockey.
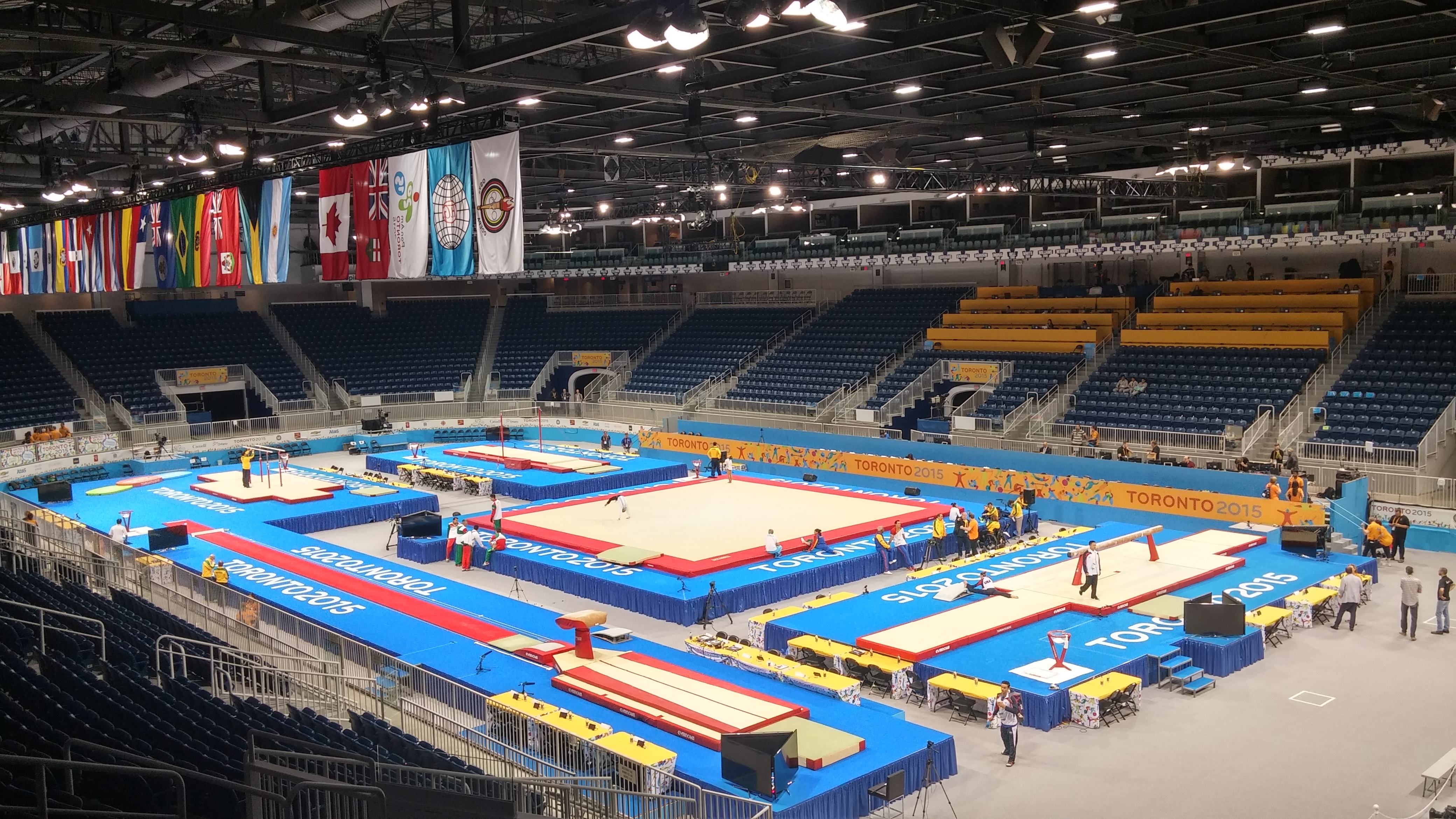
Interior durante los Juegos Panamericanos de 2015